# Rydzówka (See)
Der Jezioro Rydzówka (deutsch Rehsauer See) ist ein See im nördlichen Polen in der Wojewodschaft Ermland-Masuren. Der See hat eine Fläche von 527,8 Hektar und ist bis zu 16,7 Meter tief. Die fünf Inseln des Sees sind Landschaftsschutzgebiete.
Der Rydzówka gehört zu den Gemeinden Węgorzewo und Srokowo. Am westlichen Ufer des Sees liegt das Dorf Rydzówka (Rehsau). Weiterhin befinden sich in der Nähe des Sees die Dörfer Leśniewo (Fürstenau), im Südwesten, Różewiec (Rosenstein), im Nordosten,  und Kaczory (Fürstenwalde) im Südosten. Am nördlichen Ufer befindet sich ein Zeltplatz. Südlich des Jezioro Rydzówka verläuft die Woiwodschaftsstraße 650.
Durch den See verläuft der nicht fertiggestellte Masurische Kanal, der die Masurische Seenplatte mit der Ostsee verbinden sollte. Die Schleuse Sandhof (polnisch Śluza Piaski) nördlich des Kanals regelt als einzige fertiggestellte Schleuse des Kanals den Wasserstand des Jezioro Rydzówka. Am nordwestlichen Ufer des Sees entspringt der Fluss Rawda (deutsch Rafda), der als einziger Zufluss den weiter nördlich gelegenen Jezioro Oświn (deutsch Nordenburger See) speist. Da letzterer stark von Verlandung bedroht ist, erfüllt die Schleuse Sandhof einen wichtigen Beitrag zur Erhaltung des Gewässers.
Auf dem Nordenburger See verstarb 1890 bei einem Jagdunfall Conrad von Stolberg-Wernigerode (1872–1890), ältester Sohn des Reichstagspräsidenten Udo zu Stolberg-Wernigerode.